# Cerro Chirripó
Cerro Chirripó je najviša planina u Kostariki, visine od 3 820 metara.
Nalazi se u Nacionalnom parku Chirripó. Poznata je po ekološkoj raznolikosti. Na visokim vrhovima ove planine i Internacionalnog parka La Amistad raste Talamanska planinska šuma i travnata vegetacija kostarikanskog Párama s mnogim endemima i iznimno visokom biološkom raznolikošću. Vrhovi tih planina, zbog svoje visine, izgledaju kao otoci. Povremeno pada snijeg na vrhovima.
Velika visina Cerro Chirripa ističe se u odnosu na njegovu okolicu, 38. je najviša planina u svijetu. Za vedrih dana moguće je vidjeti cijelu Kostariku od obale Tihog oceana do obale Karipskog mora.
Tri velika šumska požara opustošili su biološku raznolikost u regiji: 1976., 1990. i 2012. godine.
Dozvoljeno je planinarenje te postoji 19,5 kilometara staza.